# Ulriksdal Slot
 For alternative betydninger, se Ulriksdal. (Se også artikler, som begynder med Ulriksdal)
Ulriksdal er et kongeligt slot i Solna kommun Sverige  ca. 10 km nordvest for Stockholm. Slottet, som oprindelig hed Jakobsdal, er et trefløjet anlæg og opførelsen begyndte i 1642, og det stod færdigt i 1645. Det tilhørte først rigsråd Jacob De la Gardie og blev ombygget i barokstil omkring 1680 af Nicodemus Tessin. «Rigsenkedronningen» Hedvig Eleonora købte slottet i 1669 og døbte det i 1684 om til Ulriksdal. 
Slottet har været sommerresidens for kong Karl 15. og været enkesæde for dronning Sofia. Slottet blev åbnet for publikum i 1985.